# Interair South Africa
Interair South Africa war eine südafrikanische Fluggesellschaft mit Sitz in Johannesburg und Basis auf dem Flughafen O. R. Tambo. 

## Geschichte
Interair South Afrika wurde 1993 gegründet und begann den Flugbetrieb 1994 mit Linienflügen innerhalb Südafrikas. Die nationalen Routen wurden im April 1995 durch internationale Flüge innerhalb Afrikas ersetzt. Sie beschäftigte im März 2007 ca. 190 Mitarbeiter. Im August 2015 wurde der Betrieb eingestellt.

## Flugziele
Von ihrer Heimatbasis auf dem Flughafen O. R. Tambo bedient Interair South Africa internationale Ziele in ganz Afrika. Zudem bestehen Codeshare-Abkommen mit Air Madagascar und Air Austral.

## Flotte

### Flotte bei Betriebseinstellung
Die Flotte der Interair South Africa bestand aus fünf Flugzeugen mit einem Durchschnittsalter von 40,6 Jahren (nur aktive Flugzeuge).
| Flugzeugtyp      | aktiv | bestellt | Anmerkungen    |
| ---------------- | ----- | -------- | -------------- |
| Boeing 737-200   | 3     |          | zwei inaktiv   |
| Boeing 737-200   | 1     |          | Frachtflugzeug |
| Boeing 767-200ER | 1     |          | inaktiv        |
| Gesamt           | 5     | –        |                |

### Zuvor eingesetzte Flugzeuge
- Fokker F28